# خلوت (رمان)
خلوت (به فرانسوی: Confidence pour confidence‎   ) رمانی از نویسنده فرانسوی پل کنستان است که در سال ۱۹۹۸ منتشر شدو جایزه گنکور را دریافت کرد. 

## ترجمهٔ فارسی
فاطمه ولیانی این رمان را به فارسی ترجمه کرده‌است.